# Pero Šiša
Pero Šiša (Dubrovnik, 4. veljače 1956.) je hrvatski skladatelj i glazbenik. 

## Životopis
Pero Šiša rođen je 1956. u Dubrovniku, gdje je završio srednjoškolsko obrazovanje. Glazbenu akademiju i postdiplomski studij završio je u Zagrebu na odsjeku za gudače (violina). 
Bio je stalni član Dubrovačkog simfonijskog orkestra, a u proteklih osam godina i njegov najuspiješniji ravnatelj. Skladateljstvo usavršava kod Igora Kuljerića. 
Njegova djela, nadahnuta podnebljem u kojem djeluje i živi, sklada kako za velika glazbena tijela, tako i za komorne sastave i soliste, naišla su na izvanredan odjek kod glazbene publike i stručne kritike. Skladbe, pretežno u stilu neoromantizma, plijene svojim melodijskim šarmom. Najvažniji dio njegova opusa čini; 6 simfonija, Rekvijem (Misa za mrtve) posvećen papi Ivanu Pavlu II., 3 koncerta za klavir, djela za violinu i violončelo, niz raznih orkestralnih djela i pjesama te opera "Sirena".
Već u prvim djelima (Air, Konavoska svita, Nostalgija i dr.) Pero Šiša pokazao se kao skladatelj bujne imaginacije i jasnoga glazbenoga kreativnog nerva. S istančanim umijećem tumači sadržajne smjernice svojih nadahnuća, oblikuje ih sebi svojstvenim načinom poimanja glazbene forme, uglavnom na klasičnim uzorima, a vrlo vještim i sugestivnim lirsko-dramatskim orkestralnim zahvatima uvjerava slušateljstvo u svoju izražajnu kreativnost.
Njegova djela izvode se u Europi, Kini, Americi, Izraelu. 
Bio je ravnatelj Dubrovačkog simfonijskog orkestra koji je pod njegovom vodstvom ostvario najveće međunarodne uspijehe.

## Vanjske poveznice
- Pero Šiša - službene stranice  Arhivirana inačica izvorne stranice od 19. veljače 2014. (Wayback Machine) (engl.)
- Dietsch Artists International: Pero Šiša  Arhivirana inačica izvorne stranice od 11. veljače 2014. (Wayback Machine) (engl.)
- Dubrovački simfonijski orkestar  Arhivirana inačica izvorne stranice od 11. studenoga 2012. (Wayback Machine) (hrv.) (engl.)